# Comuna Zelenîi Iar, Domanivka
Zelenîi Iar (în ucraineană Зелений Яр) este o comună în raionul Domanivka, regiunea Mîkolaiiv, Ucraina, formată din satele Bohdanivske, Koștove, Novolikarske, Viktorivka, Zelenîi Hai și Zelenîi Iar (reședința).

## Demografie
Componența lingvistică a comunei Zelenîi Iar
     Ucraineană (95,77%)
     Rusă (2,77%)
     Română (1,17%)
     Alte limbi (0,25%)
Conform recensământului din 2001, majoritatea populației comunei Zelenîi Iar era vorbitoare de ucraineană (95,77%), existând în minoritate și vorbitori de rusă (2,77%) și română (1,17%).